# Fondo europeo per gli affari marittimi, la pesca e l'acquacoltura
Il Fondo europeo per gli affari marittimi, la pesca e l'acquacoltura (FEAMPA) è il fondo per la politica marittima e della pesca dell'UE per il periodo 2021-2028.
È uno dei cinque fondi strutturali e di investimento europei (fondi SIE) che si integrano a vicenda e mirano a promuovere una ripresa basata sulla crescita e l’occupazione in Europa.

## Attività
Le attività del fondo sono mirate a
- sostenere i pescatori nella transizione verso una pesca sostenibile
- aiutare le comunità costiere a diversificare le loro economie
- finanziare i progetti che creano nuovi posti di lavoro e migliorano la qualità della vita nelle regioni costiere europee
- agevolare l'accesso ai finanziamenti.

## Funzionamento
Il fondo viene utilizzato per cofinanziare progetti insieme alle risorse nazionali.
A ciascun paese viene assegnata una quota della dotazione complessiva del Fondo in base alle dimensioni del suo settore ittico. Ogni paese deve quindi predisporre un programma operativo, specificando le modalità di utilizzo delle risorse assegnate. In seguito all'approvazione del programma da parte della Commissione, spetta alle autorità nazionali selezionare i progetti da finanziare.
Le autorità nazionali e la Commissione sono congiuntamente responsabili dell’attuazione del programma.

## Storia
Lo Strumento finanziario di orientamento della pesca (noto anche con l'acronimo SFOP) è uno dei fondi strutturali attraverso i quali l'Unione europea persegue i propri obiettivi di politica economica.
Scopo del SFOP è il sostenimento di azioni strutturali nel settore della pesca, dell'acquacoltura, della trasformazione e commercializzazione dei relativi prodotti, per la promozione del settore creando le condizioni per il suo sviluppo ed il suo ammodernamento.
Le priorità e l'ambito di intervento dello SFOP sono definiti, per il periodo 2000-2006, dal Regolamento Ce 1263/99 del 21 giugno 1999 che contempla le seguenti aree d'intervento:
- rinnovo della flotta e ammodernamento delle navi da pesca;
- piccola pesca costiera;
- misure di carattere socioeconomico;
- protezione delle risorse ittiche;
- acquacoltura;
- attrezzatura dei porti di pesca;
- trasformazione e commercializzazione dei prodotti della pesca;
- ricerca di nuovi sbocchi per i prodotti;
- innovazioni nel sistema pesca (azioni transnazionale, creazione di network tra operatori);
- assistenza tecnica.

Dal periodo di programmazione 2007-2013, lo strumento è stato sostituito da un fondo vero e proprio, chiamato fondo europeo per la pesca, in acronimo FEP.
Dal periodo di programmazione 2014-2020 è denominato fondo europeo per gli affari marittimi e la pesca (FEAMP).